# Gieljan Tissingh
Gieljan Tissingh (Nunspeet, 19 april 1990) is een voormalig Nederlands betaald voetballer.
De verdediger behoorde sinds het seizoen 2012/13 tot de hoofdmacht van AGOVV Apeldoorn. Hiervoor speelde hij drie seizoenen voor FC Zwolle. Tissingh debuteerde op 9 april 2010 voor Zwolle in de thuiswedstrijd tegen FC Volendam. De wedstrijd werd gewonnen met 4–2. Na het faillissement van AGOVV in januari 2013 keerde hij terug bij zijn jeugdclub vv Nunspeet. Bij vv Nunspeet maakte Tissingh zijn debuut in de uitwedstrijd tegen VV Staphorst op 2 maart 2013. In het seizoen 2013/14 speelde hij voor FC Oss. Hierna kreeg hij geen profcontract meer en kwam nog uit als amateur voor SC Genemuiden in 2015 en in 2016 voor VV Nunspeet.

## Profstatistieken
| Seizoen | Club            | Land      | Competitie     | Wed. | Goals | Beker wed. | Goals |
| ------- | --------------- | --------- | -------------- | ---- | ----- | ---------- | ----- |
| 2009/10 | FC Zwolle       | Nederland | Eerste divisie | 2    | 0     | 1*         | 0     |
| 2010/11 | FC Zwolle       | Nederland | Eerste divisie | 9    | 0     | 1          | 0     |
| 2011/12 | FC Zwolle       | Nederland | Eerste divisie | 0    | 0     | 0          | 0     |
| 2012/13 | AGOVV Apeldoorn | Nederland | Eerste divisie | 18   | 0     | 1          | 0     |
| 2013/14 | FC Oss          | Nederland | Eerste divisie | 28   | 1     | 1          | 0     |
| Totaal  | Totaal          | Totaal    | Totaal         | 57   | 1     | 4          | 0     |

* = Play-offs Nederlands voetbal 2010